# Rogers Cable
Rogers Cable Inc., filiale du groupe de télécommunication Rogers Communications, est un câblo-opérateur de télévision et un fournisseur d'accès à Internet par câble au Canada. L'entreprise compte 2,25 millions d'abonnés à la télévision et 930 000 abonnés pour Internet.

## Historique
Après avoir créé en 1960 Rogers Radio Broadcasting Limited et racheté une station de radio torontoise, CHFI, Ted Rogers, un des hommes les plus riches du Canada en 2014, crée en 1967 la société Rogers Cable Television, qui deviendra plus tard Rogers Cable.
L'entreprise sera capable en moins d'une dizaine d'années d'offrir 12 chaînes thématiques.
En 2010, Rogers Cable détient 22,5 % des parts de marché du secteur du câble et du satellite au Canada et 31,5 % des parts de marchés pour le câble seul. 
Cette même année, la société canadienne annonce le rachat de Atria Networks et s'offre ainsi un réseau de fibre optique traversant tout l'Ontario.
En 2014, Ted Rogers est, grâce à Rogers Cable, le fournisseur de services de câble le plus important du Canada.